# Chronos Verlag
Les éditions Chronos (Chronos Verlag en allemand) sont une maison d'édition suisse fondée par Hans Rudolf Wiedmer en 1985 à Zurich.
Elles publient depuis 1985 la revue Traverse.
L'entreprise est spécialisée en histoire sociale avec des publications notables telles que les études de la commission Bergier en 2001 et le Historische Lexikon des Fürstentums Liechtenstein (de) (HLFL) en 2013.